# 35th-Bronzeville-IIT (métro de Chicago)
35th-Bronzeville-IIT (anciennement Tech-35th et anciennement 35th Street) est une station aérienne du métro de Chicago de la ligne verte sur le tronçon de la South Side Main Line. Elle est située à l’est de State Street à hauteur de la 35th Street dans le sud de Downtown Chicago.

## Description
Elle dessert le quartier historique de Bronzeville ainsi que l'Institut de technologie de l'Illinois (Illinois Institute of Technology, connu sous l'acronyme IIT) et le Guaranteed Rate Field (anciennement U.S. Cellular Field) (même si la station Sox–35th de la ligne rouge est plus proche). En 2010, une nouvelle station ouvrira ses portes et permettra une correspondance avec le Metra ainsi qu’un accès direct vers la station Sox–35th  de la ligne rouge. 
35th Street est l'une des dix stations d'origine de la première compagnie de métro de Chicago, la South Side Rapid Transit. 
En 1949, le nom de la station a changé pour devenir Tech-35th, se référant à l'Institut de technologie de l'Illinois à proximité.
En octobre 1962, la station fut détruite par un incendie ce qui entraina sa fermeture complète durant 4 jours. La station fut exploitée en utilisant des plates-formes temporaires jusqu'à ce que sa rénovation soit terminée en 1965 pour un budget d’un demi-million de dollars. 
La station dispose d'une seule entrée à 3400 S sur la 34th street où se trouve un ascenseur permettant l'accès aux personnes à mobilité réduite. 
En janvier 1994, Tech-35th et le reste de la ligne verte furent fermée pour une réhabilitation de deux ans et son nom fut modifié en 35th-Bronzeville-IIT en se référant au quartier historique de Bronzeville que cette station sert aussi bien que le campus de l'IIT.

## Dessertes
| Nord/Ouest                              |  |             |  | Sud/Est                   |
| --------------------------------------- |  | ----------- |  | ------------------------- |
| Cermak–McCormick Place vers Harlem/Lake |  | ligne verte |  | Indiana vers Ashland/63rd |
| modifier sur Wikidata                   |  |             |  |                           |

## Les correspondances avec lebus
Avec les bus de la Chicago Transit Authority :
- #29 State
- #35 35th